# Siagne
Die Siagne ist ein Fluss in Frankreich, der in der Region Provence-Alpes-Côte d’Azur verläuft. Sie entspringt unter dem Namen Vallon de Thiey an der Südflanke des Bergmassivs Montagne Thiey, im Regionalen Naturpark Préalpes d’Azur, im Gemeindegebiet von Escragnolles, entwässert zunächst Richtung Südwest, dreht dann auf Südost und mündet nach rund 44 Kilometern knapp westlich von Cannes, im Gemeindegebiet von Mandelieu-la-Napoule, in das Mittelmeer. Auf ihrem Weg durchquert die Siagne das Département Alpes-Maritimes und bildet auf einer langen Strecke auch die Grenze zum benachbarten Département Var.

## Orte am Fluss
(Reihenfolge in Fließrichtung)
- Saint-Cézaire-sur-Siagne
- Auribeau-sur-Siagne
- Pégomas
- La Roquette-sur-Siagne
- Mandelieu-la-Napoule

## Hydrographie
Im Oberlauf des Flusses wird Wasser entnommen und über den Canal de la Siagne zur Trinkwasserversorgung der Städte Grasse und Cannes abgeleitet.

## Sehenswürdigkeiten

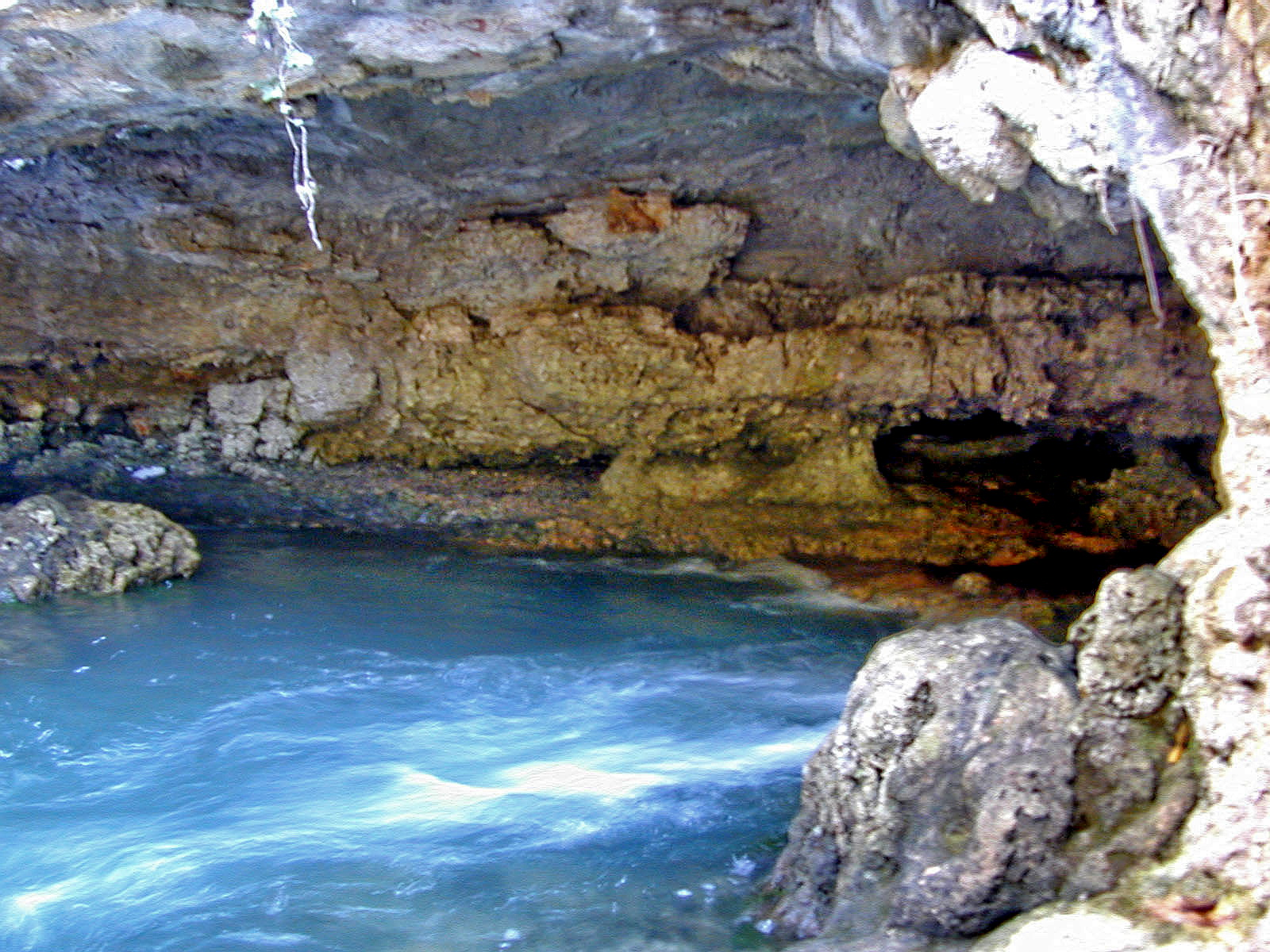
Exsurgence de la Foux

- Das Tal im Oberlauf des Flusses ist unter dem Namen Gorges de la Siagne als Natura 2000-Schutzgebiet unter dem Code FR9301574 registriert.[6]

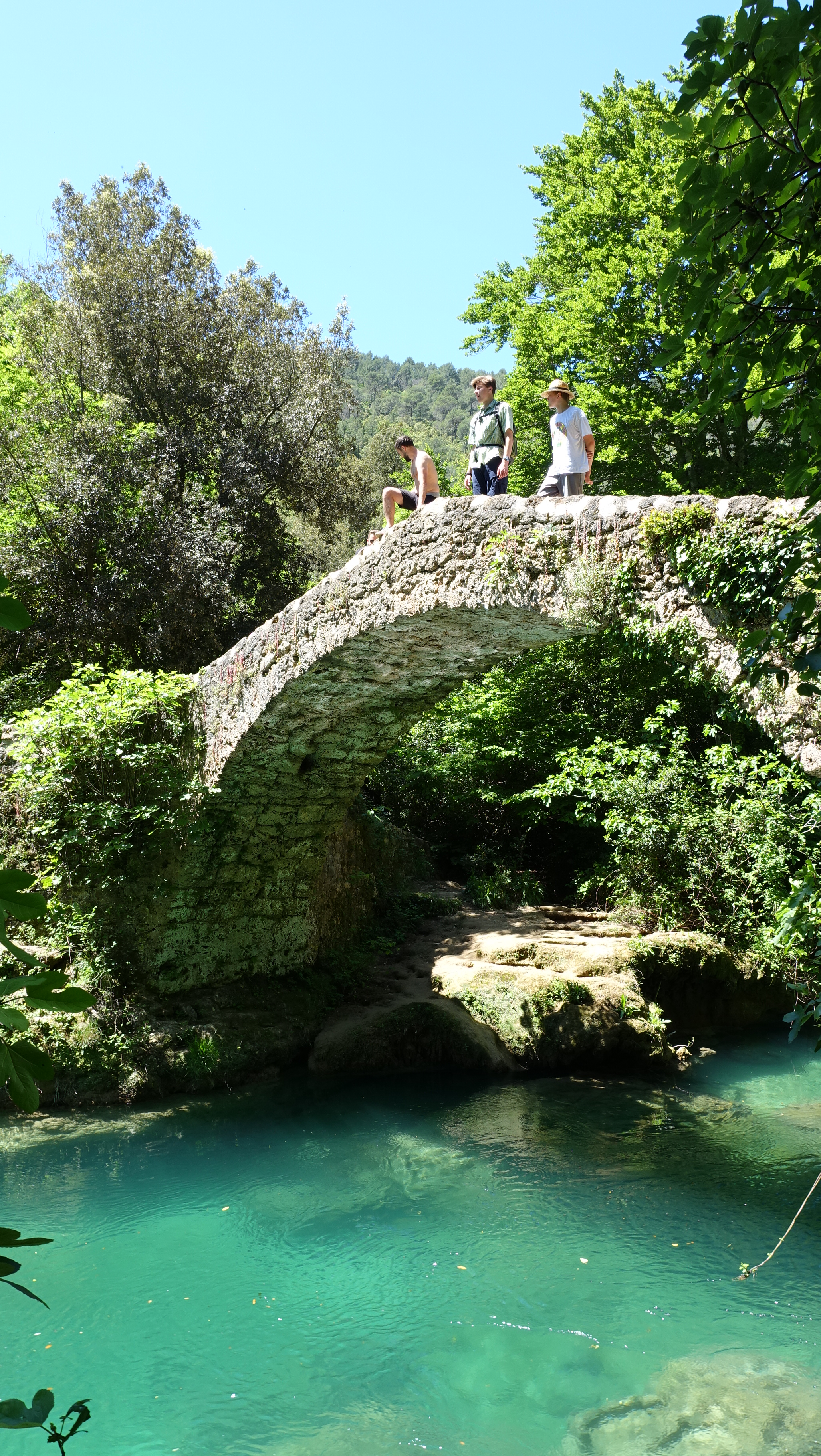
Pont des Tuves von 1802

Unterhalb der Stadt Saint-Cezaire liegt die steinerne Bogenbrücke „Des Tuves“, die 1802 errichtet und vor einigen Jahren restauriert wurde. In der Regenzeit bilden sich daneben einige kleinere Wasserfälle.

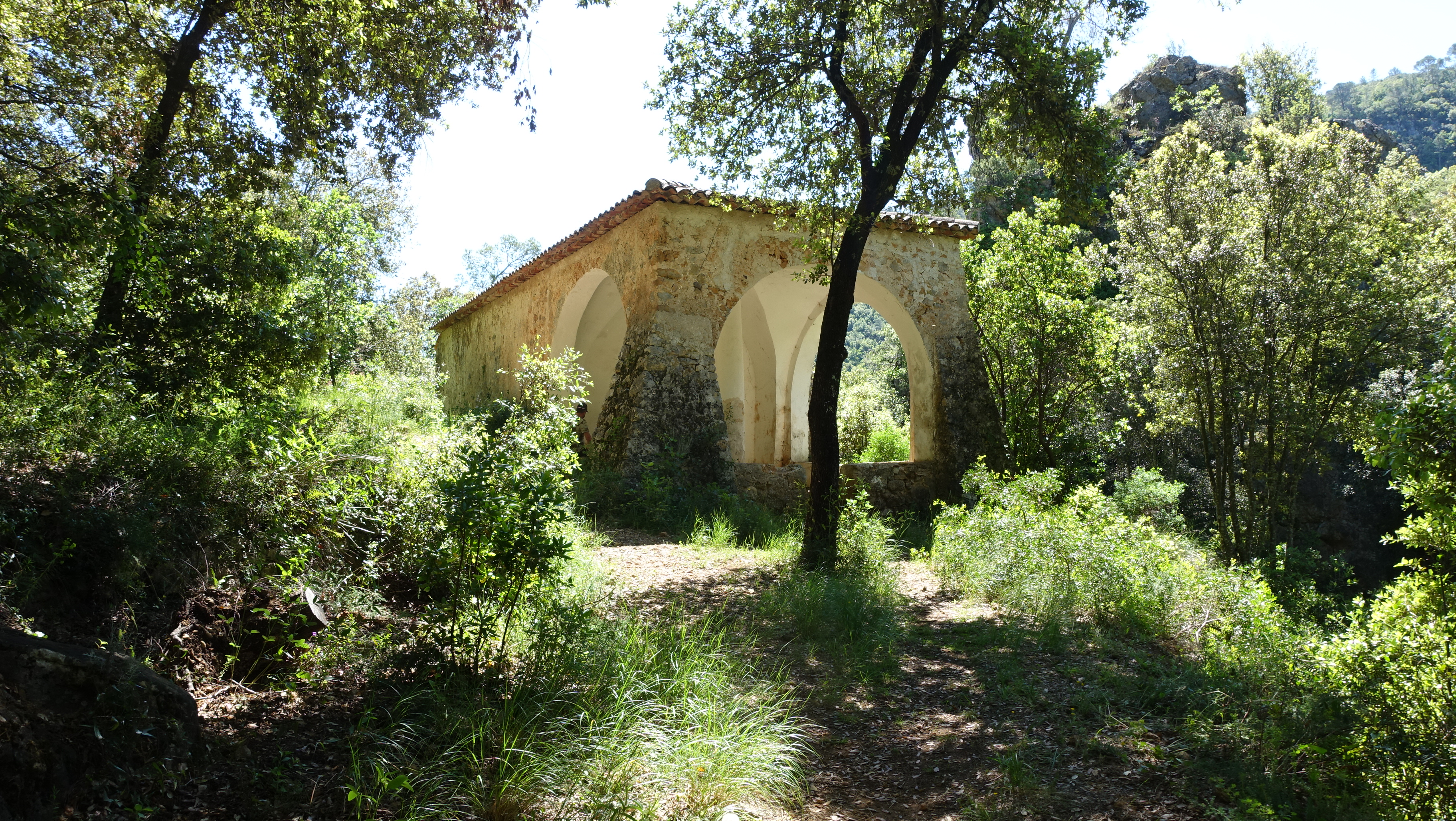
Kapelle St. Saturnin

Einige Kilometer flussabwärts liegt die Kapelle St. Saturnin, die offen für Wanderde ist und zum Gebet einlädt.
- Nordwestlich von Saint-Cézaire-sur-Siagne wird die Siagne von der Karstquelle Exsurgence de la Foux, auch Grotte de la Foux genannt, verstärkt. Diese weist nach Starkregen meist eine große Schüttung auf. Es ist der untere Ausgang der Grotte de Paques.